# Perdicula manipurensis
La perdicilla de Manipur (Perdicula manipurensis) es una especie de ave galliforme de la familia Phasianidae endémica del este de la India y Bangladés. Habita en los herbazales húmedos, principalmente entre la hierba alta, que hay en Bengala Occidental, Assam, Nagaland, Manipur, Meghalaya y Chittagong.
Fue rescolectada y descrita por Allan Octavian Hume en una expedición ornitológica a Manipur en 1881.
Actualmente P. manipurensis está catalogada en la Lista Roja de la UICN como una especie en peligro crítico de extinción, porque su área de distribución es pequeña y fragmentada y se ha reducido rápidamente. Aunque se pensó que podía hallarse extinta debido a que no hubo ningún avistamiento confirmado desde 1932 hasta junio de 2006, cuando Anwaruddin Choudhury informó haber localizado a la perdiz de Manipur en Assam. BBC News citó que el director de conservación del Wildlife Trust of India, Rahul Kaul, había dicho: «esta criatura casi literalmente ha regresado de la muerte.»